# 남광현 (축구 선수)
남광현(한국 한자: 南侊炫, 1987년 8월 25일 ~ )은 대한민국의 전직 축구 선수이다. 현역 시절 포지션은 미드필더였다.